# Susanna Horenbout

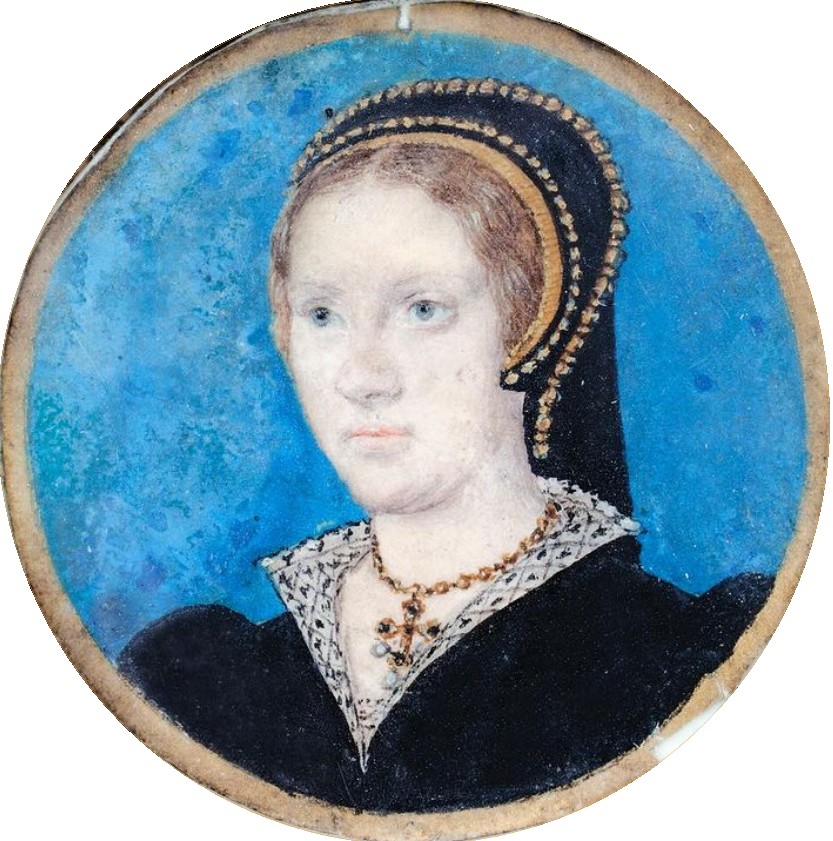
Miniatuurportret van prinses Mary Tudor, toegeschreven aan Susanna Horenbout (ca. 1546)

Susanna Horenbout of Susannah Hornebolt was een 16e-eeuwse Vlaams-Engelse miniaturiste en schilderes. Er zijn geen werken met zekerheid aan haar toegeschreven, maar ze is de vroegste nog bij naam gekende beeldende kunstenares in Engeland.

## Leven
Susanna was de dochter van de Gentenaars Gerard Horenbout en Margaretha de Vandere (of Svanders). Ze leerde schilderen bij haar vader, die een gerenommeerd kunstenaar was. Toen hij in 1522 in dienst trad van Hendrik VIII van Engeland, verhuisde het gezin mee. Andere bronnen houden het erop dat Susanna als eerste het kanaal overstak, aangezien Gerard pas vanaf 1528 een jaargeld kreeg als koninklijk schilder. Ze was in elk geval persoonlijk in dienst van koning Hendrik en zijn hof.
Officieel was ze in Engeland hofdame in de Privy Chamber van Jane Seymour. In 1525 of 1526 huwde ze de hoveling John Parker. Na enkele jaren bleef ze zonder haar ouders achter in Engeland. Haar moeder stierf in 1529 en haar vader keerde terug naar de Nederlanden. De grafplaat van haar moeder, in 1770 teruggevonden op het kerkhof van de All Saints Church in Fulham, vermeldt Susanna's naam.
Parker overleed in 1538. Zijn dood volgde kort op deze van Jane Seymour. Daardoor kende Susanna wellicht enige financiële moeilijkheden. Ze vond een nieuwe echtgenoot in de persoon van weduwnaar John Gilman of Gylmyn. Twee weken na hun huwelijk in de Saint Margaret's Church van Westminster, kreeg ze de opdracht om de volgende koningin, Anna van Cleve, op te halen in haar domein te Düren. De diplomaat Nicholas Wotton leidde de delegatie. Om zich presentabel te maken, kreeg Susanna de niet onaanzienlijke som van £40. De missie duurde drie maanden. Tijdens een oponthoud in Calais leerde ze Anna "cent" spelen, een vroege vorm van het kaartspel piquet. Ze werd Anna's hofdame tot de nietigverklaring van haar huwelijk, en trad later in dienst van nog andere koninginnen: Catharina Parr en misschien Maria Tudor.
Met John Gilman kreeg ze meerdere zonen en dochters. Ze stierf vóór 7 juli 1554, datum waarop Gilman hertrouwde.

## Werk
Geen enkel werk kan met zekerheid worden toegeschreven aan Susanna Horenbout. Het is wel gedocumenteerd dat ze opdrachten voor het hof uitvoerde en dat ze er concurrentie kreeg van een andere Vlaamse miniaturiste, Levina Teerlinc.
Albrecht Durer had haar in 1521 te Antwerpen ontmoet op zijn reis door de Nederlanden. Hij schreef niet zonder verbazing in zijn dagboek:

Meester Gerard, de miniatuurschilder, heeft een dochter van een jaar of 18, ze heet Susanna en ze heeft een klein vel papier geïllustreerd, een Salvator, waarvoor ik haar 1 gulden heb gegeven. Het is een wonder dat een vrouw zoiets kan maken.
— Albrecht Dürer, 1521

Ook na haar dood leefde haar faam verder. Guicciardini schreef in 1567:

Voorts zijn hier veel uytnemende wel geschickte vrouwen in de conste der schilderyen gheweest, waer af wy alleenlijck drie sullen noemen: d'een Susanna, des voorseyden Lucas Hurembouts suster, soo uytnemende fraey in 't schilderen, besonder in 't cleyn werck ende in 't verlichten, dat koninck Hendrick d'achtste van Engelandt heur met veel giften ende versieninghen by hem in Enghelandt betrock, daer zy eenen langhen tijt van jaren in groote ghunste ende gratie des Hofs leefde, ende eyndelijck rijck ende wel gheëert sterf. 
Et anco ci sono state nella Pittura donne eccellenti, dell quali nomineremo solamente tre, l'una fu Susanna sorella di Luca Hurembout prenominato: la quale fu eccellente nella pittura, massime nel fare opere minultissime oltre a ogni credere, & eccellentissima nell' alluminare, in tanto che il gran' Re Henrico ottavo con gran' doni & gran' provvisione, la tiro in Inghilterra, dove visse molti anni in gran' favore, & gratia di tutta la Corte, & ivi finalmente si mori ricca, & honorata.
— Lodovico Guicciardini, 1567

Rond dezelfde periode had ook Vasari woorden van lof voor de miniaturiste:

Thans, opdat we iets zouden weten over de miniaturisten van dit land, ze zeggen dat dezen uitstekend zijn geweest: Marijn van Zierikzee, Lucas Horenbout van Gent, Simon Bening van Brugge en Gerard. En eveneens enkele vrouwen: Susanna zus van de genoemde Lucas, die daarom in dienst geroepen werd van Hendrik de achtste koning van Engeland en hem de hele duur van haar leven eerbaar bleef.
Ora, acciò sappiamo alcuna cosa de’ miniatori di que’ paesi, dicono che questi vi sono stati eccellenti: Marino di Siressa, Luca Hurenbout di Guanto, Simone Benich da Bruggia e Gherardo. E parimente alcune donne: Susanna sorella del detto Luca, che fu chiamata perciò ai servigii d’Enrico Ottavo re d’Inghilterra e vi stette onoratamente tutto il tempo di sua vita;
— Giorgio Vasari, 1568

## Iconografie
De beeltenis van Susanna Horenbout is mogelijk bewaard in de Gemäldegalerie van het Kunsthistorisches Museum (Wenen). Hans Holbein de Jonge portretteerde een Engelse hovelinge in Nederlandse klederdracht. Arthur Chamberlain was de eerste die haar identificeerde als de Vlaamse miniaturiste.

## Voetnoten
1. ↑  After decades, tiny 500-year-old royal portrait is identified as Mary Tudor, TheGuardian.com, 17 november 2024
2. ↑  Hic jacet Domicella Margareta Svanders, nata Gandavii Flandrie quæ ex magistro Gerardo Hornebolt peperit domicellam Susannam uxorem Magistri Johannis Parker archarii regis. Quæ obiit "Anno Dni. M° CCCCCXXIX°, 36 Novemb. Orate pro anima.
3. ↑  Brief van de Earl van Southhampton en Wotton aan Hendrik VIII, 13 december 1539
4. ↑  Albrecht Dürer, Reis naar de Nederlanden, Hoogland & Van Klaveren, 2014, blz. 94
5. ↑  Lowijs Guicciardijn, Beschryvinghe van alle de NederLanden; andersins ghenoemt Neder-Duytslandt, Amsterdam, 1612, blz. 80 - Lees op Google Books. Italiaans origineel: Lodovico Guicciardini, Descrittione dei Paesi Bassi, Antwerpen, 1567, blz. 98-99 - Lees on-line
6. ↑  Giorgio Vasari, "Di diversi artefici fiamminghi", in: Le vite, deel III, 1568
7. ↑  Arthur B. Chamberlain, Hans Holbein the Younger, Londen, 1913, 2 delen

- Biografisch Portaal: 69832581
- Gemeinsame Normdatei: 123587891
- RKD-Nederlands Instituut voor Kunstgeschiedenis: 367727
- Union List of Artist Names: 500099479
- Virtual International Authority File: 52600439